# Луковка (приток Серебряной)
Луковка — река в городском округе Нижний Тагил Свердловской области, правый приток Серебряной, впадает в неё в 64 км от устья.
Длина — 10 км.

## География
Исток в лесу в урочище Баклановские Покосы. Течёт на юг, в среднем течении принимает левый приток — реку Марьинка. Впадает в Серебряную недалеко от горы Сосновый Борок.

## Данные водного реестра
По данным государственного водного реестра России, река Луковка относится к Камскому бассейновому округу. Водохозяйственный участок реки — Чусовая от города Ревды до в/п посёлка Кын, речной подбассейн реки — бассейны притоков Камы до впадения Белой, речной бассейн реки — Кама.
Код объекта в государственном водном реестре — 10010100612111100010898.